# Landry's Restaurants
La Landry's Restaurant Inc è una società statunitense di ristorazione e di intrattenimento con sede a Houston, in Texas. Essa dispone di 28 tipi diversi di ristoranti a tema (tra cui la catena Bubba Gump Shrimp Company), casinò, alberghi, centri congressi e aree ricreative. Nel 2000 si è ingrandita notevolmente con l'acquisto della catena Rainforest Cafe e nel 2005 operava in 35 Stati americani.